# Ali ben Muhammad
 (mai 2025).
Si vous disposez d'ouvrages ou d'articles de référence ou si vous connaissez des sites web de qualité traitant du thème abordé ici, merci de compléter l'article en donnant les références utiles à sa vérifiabilité et en les liant à la section « Notes et références ».
En pratique : Quelles sources sont attendues ? Comment ajouter mes sources ?
Ali ben Muhammad (berbère : ⵄⵍⵉ ⵓ ⵎⵓⵃⵎⵎⴷ ; arabe : علي بن مُحَمَّد) né en 827 et mort en 848 à 21 ans après 12 ans de règne est un des fils de Muhammad ben Idrîs auquel il succéde comme sultan idrisside en 836.

## Biographie
Ali ben Muhammad (quelquefois nommé Ali ben Muhammad ben Idriss) succède à son père Muhammad ben Idris à l'âge de 9 ans et 4 mois comme sultan idrisside en 836 sous le nom d'Ali Ier et le titre d'émir. Connu aussi sous le nom de Ali Haïdara, il règne 12 ans. C'était un homme d'une grande noblesse et doté d'une grande intelligence, ces aspects sont apparus pendant son règne. Il a réorganisé le pays et a créé des institutions, il a réintroduit la justice et a été fortement soutenu par son entourage. Il a apporté à la population la sécurité et la prospérité et c'est resté ainsi jusqu'à ce qu'il décède en 848.

## Filiations
À sa mort, le pouvoir passe ensuite à son frère Yahya ben Muhammad puis en 864 à son neveu Yahya II qui est déposé et meurt dix ans plus tard à la suite d'une révolte. Un autre neveu, Ali ben Umar qui régnait sur le Rif, avant la révolte, est alors proclamé souverain de toutes les provinces du Maghreb.

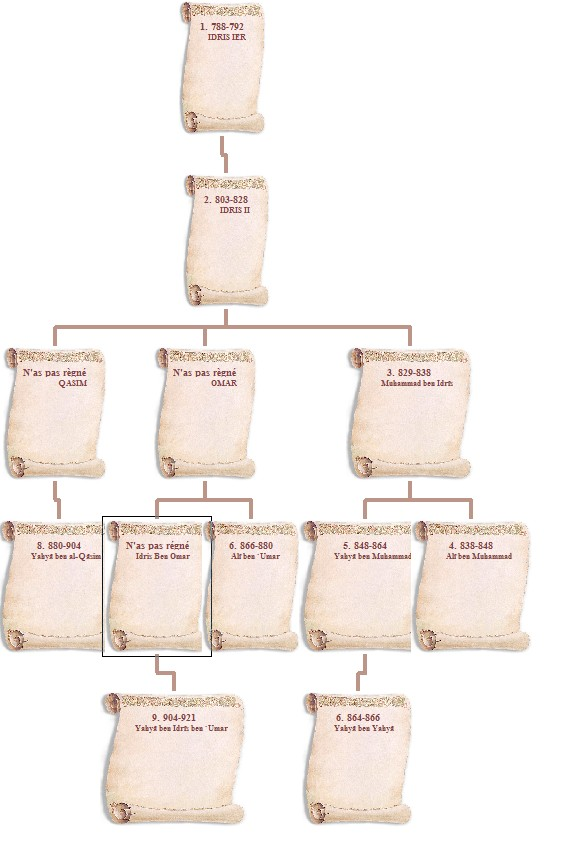
Généalogie des Idrissides

À la mort de Ali ben Muhammad, son fils ainé Ahmed Mezouar a quitté Fès pour le pays jbala, il s'installa près de Majmoula où il fut plus tard inhumé, son tombeau est encore visible dans le nid d'aigle de Hajarat Chorfa. Sur la demande des Beni Arouss il envoya son fils Sellam. La descendance de l'Émir Ali ben Muhammad se succéda dans le pays de Beni Arous, la région actuelle de Ouezzane, la région de Taounate et la ville de Fès.
Sellam (ou Slimane) laissa comme descendants Aïssa (enterré à Bouâmer), père de Horma (enterré à Imjazliyin), père de Ali (enterré à Oued Khmis Beni Aross), père d'Abou Bakr (enterré à Aïn Hadid). Ce dernier eut cinq fils : 
- Mchich:
  - Yamlah: Ancêtre des Chérifs Ouazzani
  - Moussa
  - Moulay Abdeslam Ben Mchich
- Ali
- Younès
- Ahmed
- Mohamed, dit Melha.

Les chérifs idrissides, sont restés présents 
- dans les principaux centres citadins du Nord du Maroc : Fès, Meknès, Tanger, Tétouan, Ouezzane, Rabat, Salé
- dans certaines régions rurales : région de Chefchaouen, de Taounate

Ils constituent, selon l'historien Abdelhadi Tazi, l'une des cinq principales factions de chorfas du Maroc.